# Matteüs Rucquebusch
Matteüs Rucquebusch, (Borre, 1535 - Bergen, 10 april 1586 was een vooraanstaand geestelijke in de Habsburgse Nederlanden.

## Levensloop
Rucquebusch werd geboren in Borre in de kasselrij van Kassel als zoon van Jodocus (Josse) Rucquebusch. 
In 1552 studeerde hij af aan de pedagogie De Lelie te Leuven en behaalde daarna het licentiaat in beide rechten.
Te Leuven werd hij  in 1559 president van het Sint-Ivo College (voorbehouden aan studenten in de rechten), in 1561 kanunnik van het kapittel van de Sint-Pieterskerk, in 1562 president van het Sint-Donaas College en vanaf 1564 stond hij aan het hoofd van de universiteit. 
Op 9 maart 1570 kreeg hij van bisschop Remigius Driutius een prebende van de Sint-Donaaskathedraal in Brugge, maar hij weigerde ze.
Op 25 februari 1571 werd hij kanunnik van het kapittel van Kamerijk, waarvan hij op 21 oktober 1573 deken werd. Later werd hij vicaris-generaal van Lodewijk van Berlaymont, aartsbisschop van Kamerijk.

## Bisschop (benoemd/niet bekrachtigd)
Toen in 1585 Joannes Vonckius overleed, die tot bisschop van Gent was benoemd, werd hij door Filips II op zijn beurt benoemd tot bisschop van Gent. 
Hij overleed echter - voor zijn benoeming bekrachtigd was door de paus - op 10 april 1586 in Bergen, waarheen hij (omstreeks 1582 bij de bezetting van Kamerijk door de hugenoten) gevlucht was. Hij werd er begraven in de Sint-Waltrudiskerk.